# Irén Lovász
Irén Lovász (* 11. April 1963 in Karcag) ist eine ungarische Folk-Sängerin.

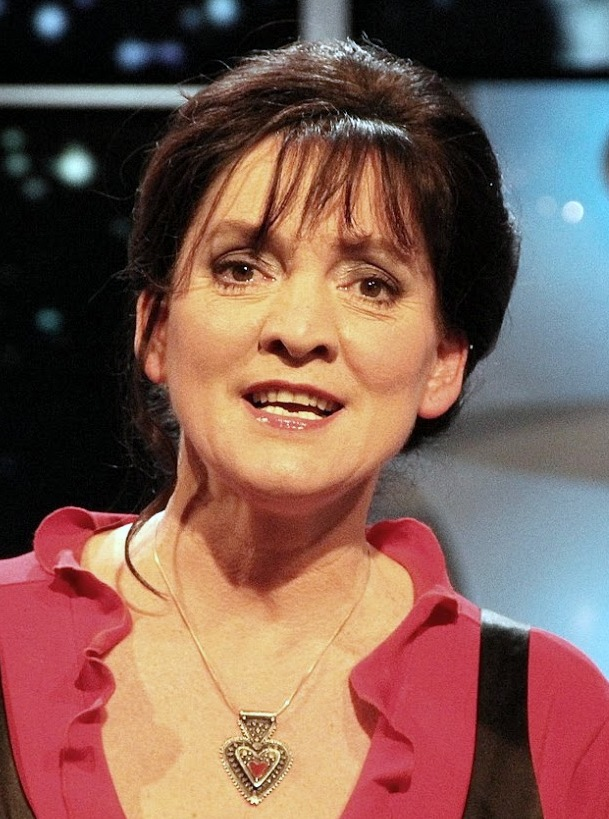
Irén Lovász

## Leben und Karriere
Lovász studierte Linguistik und Literaturwissenschaft. Von 1987 bis 1995 arbeitete sie als Ethnomusikologin am Ethnografischen Museum Budapest und hörte daneben Vorlesungen über Völkerkunde. Seit den 1980er Jahren war sie in der Dance-House-Bewegung aktiv und gewann Folkmusikwettbewerbe in Ungarn, Wales und Finnland.
1995 entstand im Auftrag des Ungarischen Nationalmuseums ihre erste Solo-CD Világfa mit Musik von László Hortobágyi. Für ihre 1996 erschienene CD Rosebuds in a Stoneyard erhielt sie den Vierteljahrespreis  der Deutschen Schallplattenkritik für das dritte Quartal 1996 im Genre Folk/Worldmusik. Sie arbeitete als Solistin in Gruppen für Alte Musik, interpretierte zeitgenössische Kompositionen und trat mit Jazzmusikern wie dem Gitarristen Ferenc Snétberger auf. 1997 trat sie beim größten deutschen Festival für Folk und Weltmusik, dem Tanz&FolkFest im thüringischen Rudolstadt, auf.
Zwischen 1998 und 2003 gehörte sie der Gruppe Makám an. Nach Kompositionen von Zoltán Krulik entstanden die Alben Skanzen (1999), 9 Colinda (2001) und Sindbad (2002). Der estnische Komponist Peeter Vähi schrieb für sie die Musik zu der CD Supreme Silence (2000) auf tibetische und Sanskrit-Texte.
Ab 1999 war Lovász einige Jahre lang Mitglied der Folk-Gruppe Teagrass, mit der im Jahre 2000 das Album Wide is the Danube entstand. Ab 2001 trat sie mit dem Lautenisten István Kónya mit einem Programm ungarischer Renaissancemusik auf und wirkte in einem musikalischen Meditationsprojekt mit dem Kontrabassisten Attila Lõrinszky mit. 2003 wurde sie vom ungarischen Rundfunk als Sängerin des Jahres ausgezeichnet. 2005 erschien die CD Cloud doors.
Seitdem hat sie eine neue Musikreihe Healing Voices auf ihrer eigenen Label Sirenvoices veröffentlicht: Die Sacred Voice (2006),  Inner Voice (2007) sind bereits in dieser Reihe erschienen wie Flower in Love (2008) und die Neubearbeitung von Világfa (2009).

## Diskographie
- Világfa (Music by László Hortobágyi) Budapest, National Museum 1995., Fonó Records 1999 (Hungary)
- Rosebuds in a Stoneyard (Musik von László Hotobágyi), Erdenklang Musik 1996.(Deutschland) Vierteljahrespreis 3/96 der Deutschen Schallplattenkritik
- Supreme Silence (Musik von Peeter Vähi) CCn'C Records 1998.(Deutschland, U.S.A.)
- Skanzen (Musik: Makám, komponiert von Zoltán Krulik) Fonó Records 1999. (Ungarn)
- Wide is the Danube (Musik: TEAGRASS, komponiert von Jiri Plocek) CC'nC 2000. (Deutschland, U.S.A.)
- 9 Colinda (Musik: Makám, komponiert von Zoltán Krulik) Fonó Records 2001. (Ungarn)
- Sinbad (Musik: Makám, komponiert von Zoltán Krulik) Fonó Records 2002. (Ungarn)
- Cloud Doors / Fellegajtó (mit Miklós Lukács, Zoltán Mizsei, Balázs Szokolay Dongó, Zoltán Farkas, Csaba Gyulai). Hungaroton Classic, 2005 (Ungarn)
- Sacred Voice / ÉGI HANG, Healing Voices 1. Sirenvoices 2006.
- Inner Voice / BELSŐ HANG, Healing Voices 2. Sirenvoices 2007.
- Flower in Love / Szerelmes Virág cd. Sirenvoices 2008.
- Világfa Remix cd, Sirenvoices 2009.

Mitwirkungen an weiteren Alben und Kompilationen
- László Hortobágyi Traditional Music of Amygdala, Erdenklang Musik 1991, Deutschland
- László Hortobágyi The Transglobal and Magical Sound of László Hortobágyi, Network Medien GmbH 1996, Deutschland
- Her Song, Shanachie Corp. 1996, USA
- Tanz und Folkfest, Rudolstadt, Hei Deck 1997, Deutschland
- Ferenc Snétberger: Obsession, Enja Records 1998, Deutschland
- Origines, Warner Music France, 1998, Frankreich
- Ethnic Voices and Songs, MINOS-EMI 1998, Griechenland
- Mother Earth, MINOS-EMI 1998, Griechenland
- Origins (De l'origine de l'Homme) Origins-EMI 1998, Frankreich
- World Voices 1, Hearts of Space, 1998, USA
- Ethnica and World Music, New Sounds 1998, Italien
- Beautiful Morning..., Koch Records 1999, Deutschland
- World Festival of Sacred Music 1-2, CCn'C Records, 1999, Deutschland, USA
- Kálmán Oláh & Peter Lehel: Hungarian Rhapsody, GOOD International Co., 2002. Korea
- Kálmán Oláh Trio Contrasts + Parallels, MA Recordings, 2004, Japan
- I Sowed Pearls, Hungarian World Music, Etnofon Records, 2007.